# Калнуяйское староство
Калнуяйское староство (лит. Kalnujų seniūnija) — одно из 12 староств Расейняйского района, Каунасского уезда Литвы. Административный центр — деревня Калнуяй.

## География
Расположено в центральной Литве, на Нижненеманской низменности, в южной части Расейняйского района.
Граничит с Гиркалнским староством на востоке, Палепяйским и Расейняйским — на севере, а также Шимкайчяйским староством Юрбаркского района — на западе и юге.

## Население
Калнуяйское староство включает в себя 20 деревень.